# Decarbonizzazione
La decarbonizzazione è il processo di riduzione del rapporto carbonio-idrogeno nelle fonti di energia. 
Ovvero, considerando i diversi rapporti carbonio-idrogeno che caratterizzano la composizione delle principali materie prime energetiche, il processo rappresenta la tendenza alla riduzione di questo rapporto. 
Per esempio, "...Il carbone ha [...] due atomi di carbonio per ogni atomo di idrogeno (rapporto 2:1). Il petrolio ha un rapporto carbonio-idrogeno pari a 1:2, ossia per ogni atomo di carbonio esistono due atomi di idrogeno, mentre quello del gas naturale è pari a 1:4 – ed è il più basso tra le fonti d’energia fossile."
Quindi il gas naturale è la fonte di energia fossile meno impattante in termini di emissioni di anidride carbonica (CO2).
In ambito aziendale si parla di decarbonizzazione, quando si attuano politiche per la riduzione delle emissioni di CO2 o quando vengono predisposte delle conversioni di attività che producono CO2, in attività che non ne producono o ne producono meno.
Nell'ambito energetico un processo di decarbonizzazione potrebbe essere la conversione di una centrale a carbone o a olio combustibile in una centrale nucleare oppure dove possibile incrementando l'utilizzo di fonti energetiche rinnovabili. 
Il concetto di decarbonizzazione viene spesso citato quando si parla di transizione da una società che utilizza combustibili fossili ad una società che utilizza energie rinnovabili ed energia nucleare
L'idrogeno è un altro elemento chiave nei processi di decarbonizzazione, in quanto pur non esistendo in natura è possibile generarlo tramite elettrolisi utilizzando un eventuale surplus energetico disponibile, per poi riottenere circa un 30% dell'energia dalla sua combustione quando invece vi é un deficit energetico nella rete, senza emettere CO2. Presenta tuttavia grandi sfide ancora da affrontare riguardanti lo stoccaggio e l'efficienza stessa di generazione, fattori che impattano in maniera consistente sull'utilizzo di tale vettore energetico su larga scala.
Sono stati fatti studi sulle emissioni di CO2 pro-capite e sono stati messi a confronto i vari paesi della comunità europea. Questi studi sono sempre più frequenti dato che i paesi sono invitati da direttive internazionali ed europee a ridurre le proprie emissioni di CO2, al fine di contenere il cambiamento climatico entro livelli accettabili.  Ciò è avvenuto in particolare dopo la conferenza sul Clima delle Nazioni Unite COP21, nel novembre 2015, che ha generato l'accordo di Parigi, in cui tutti gli stati membri si sono impegnati a ridurre le proprie emissioni di CO2.